# Барбадосская кухня
Барбадосская кухня (также известная как бэджензская кухня) — национальная кухня Барбадоса. Представляет собой смесь африканской, португальской, индийской, ирландской, креольской и британской кухонь. Типичный обед состоит из основного блюда из мяса или рыбы, обычно приправленного смесью трав и специй, горячих гарниров и одного или нескольких салатов. Блюда обычно подают с одним или несколькими соусами.

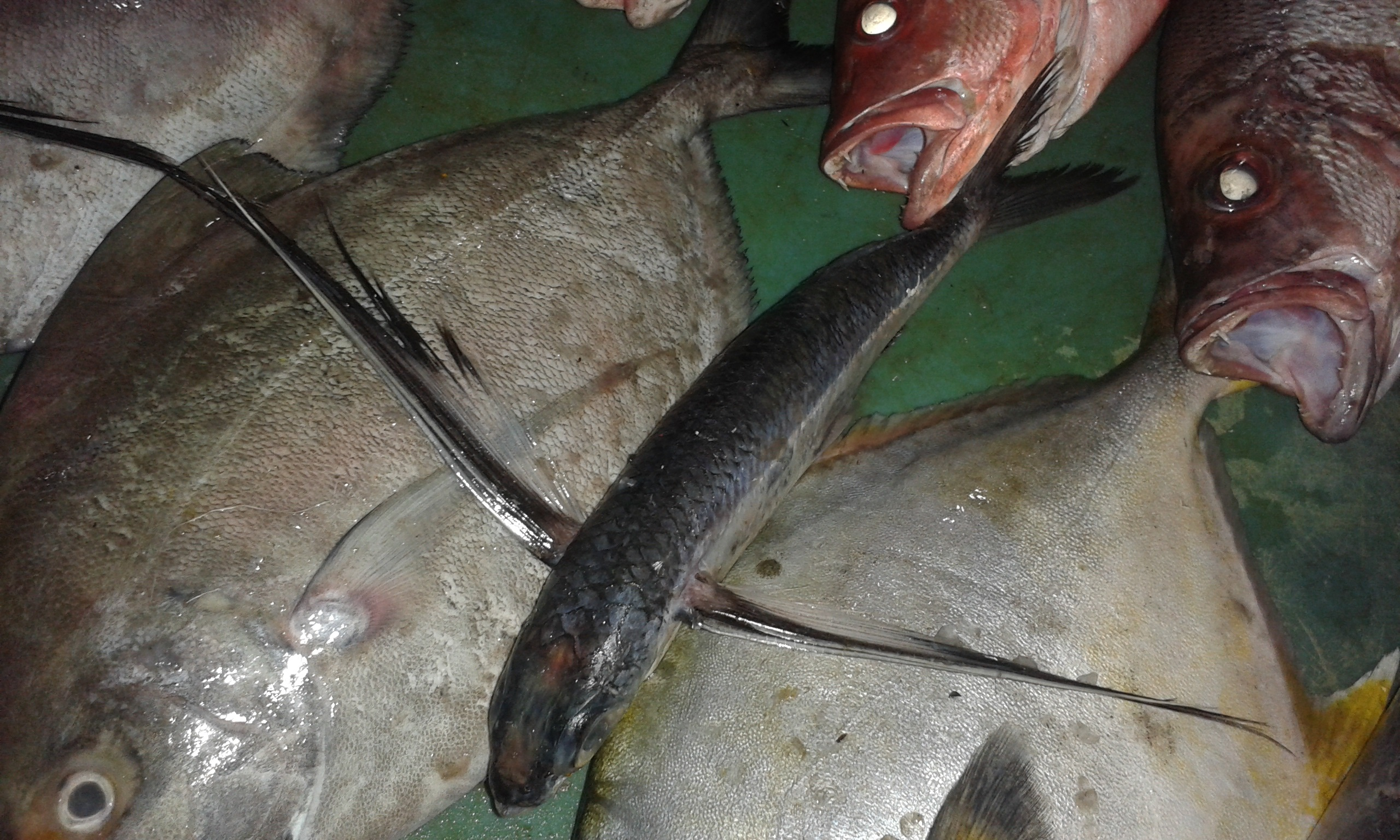
Летучая рыба

Национальным блюдом Барбадоса является ку-ку — блюдо из кукурузной муки и глубоководных креветок — и жареные летучие рыбы с пикантным соусом. В большинстве ресторанов можно заказать разнообразно приготовленные блюда из королевской и летучей рыбы. Местным деликатесом также считается вид моллюсков, называемый конч (англ. conch), из которых готовят суп, пекут оладьи, делают коктейли. В числе блюд, представляющих барбадосскую кухню, булиджол (англ. buljol) — холодный салат из трески, помидоров, лука, сладкого перца и маринованной петрушки. К ним же относится каллалу (англ. callaloo) — суп из овощей, мяса крабов и одноимённой травы, похожей на шпинат.

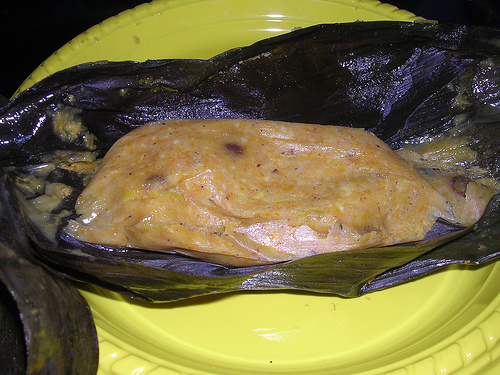
Конкис

Одно из блюд — конкис — представляет собой специально обработанную смесь зерновых, кокосового ореха, сладкого картофеля, изюма, тыквы, сахара и специй, подаваемую на банановом листе. В качестве закусок часто используются канапе, каттер — рулончики из лепёшки, заполненные мясом или сыром, кокосовый хлеб и знаменитые «роти» — лепёшки из пресной муки, в которые заворачивают начинку из приправленного карри мяса и овощей. Блюдо, известное как джаг-джаг, приготовляемое из зерна и зелёного гороха, является довольно регулярным атрибутом праздничного стола.
Широко используются разнообразные виды мяса и домашней птицы, но наиболее популярна свинина, из которой делают огромное количество блюд — от традиционных шницелей и котлет до своеобразного шашлыка с пикантным соусом или колоритного блюда соус — маринованной и жареной свинины, подаваемой со сладким картофелем, луком, огурцами, разнообразными травами и перечным соусом. Барбадосцы особенно любят пепперпот или кохоблопот — пряное мясо, тушёное с окрой, а также «джамп-ап» — бараньи рёбрышки в пряном соусе.
На Барбадосе рыба считается значимой частью кухни страны: на стол подаётся морской ёж (урсин или морское яйцо), омары, креветки, дорадо, луциан, макрель, тунец, акула и барракуда. К рыбе обычно подают рис со всевозможными соусами, а также многочисленные местные овощи и корнеплоды, которых здесь выращивается огромное количество — ямс, баклажан, батат, маниок, плоды хлебного дерева, тыква, авокадо, зелёный банан, гуава, баханская вишня, рампа, апельсины, индийские финики, яблоки, саподилла и прочее.
Ром — характерный напиток Барбадоса. Изготовители рома предлагают экскурсии с последующей дегустацией. На острове находится около 1000 магазинов рома. Традиционным является и напиток на основе рома — фалернум. В качестве десерта часто используют манго, папайю или антильский абрикос.